# ワレリー・ワシリエフ
ワレリー・イワノビッチ・ワシリエフ（ロシア語: Валерий Иванович Васильев, ラテン文字転写: Valeri Ivanovich Vasiliev、1949年8月3日 - 2012年4月19日）は、ソビエト連邦のゴーリキー（現ニジニ・ノヴゴロド）出身の元アイスホッケー選手。ポジションはディフェンスマン。
ソビエト連邦リーグオールスターゲームに8回選出され、アイスホッケーソビエト連邦代表で13年間プレイ、キャプテンを務めたこともある。彼とウラジーミル・ルーチェンコ、ワレリー・ハルラモフ、ウラジーミル・ペトロフ、ボリス・ミハイロフのユニットはスーパー5と呼ばれた。

## 経歴
モスクワにあるスポーツソサエティーで鍛えられた。ソビエト連邦代表としてアイスホッケー世界選手権で9度金メダルを獲得、同大会で5回大会オールスターに選ばれ、また1973年、1977年、1979年には最優秀守備選手に選ばれた。オリンピックでは札幌オリンピック、インスブルックオリンピックで金メダル、レークプラシッドオリンピックで銀メダル、他に1972年のサミットシリーズ、1976年カナダカップ、1981年カナダカップなどに出場している。1981年カナダカップではキャプテンを務めた。
現役引退後の1984年から1989年までHCディナモ・モスクワのジュニアチームのコーチ、その後ドイツでのコーチを経て1996/1997年にはHCスパルタク・モスクワのアシスタントコーチに就任、1998年にはIIHFホッケーの殿堂入りを果たした。
また1978年に労働赤旗勲章を授与されている。
2012年4月19日、病気のために死去。62歳没。

## プレイスタイル
ソ連国内ではフィジカルにタフであることと汚いプレイをすると評価されていたが、1972年のサミットシリーズを観戦したスポーツライターのYuri Vanjatによるとカナダ選手に比べてはるかにクリーンヒットしていたと評された。ソビエト連邦アイスホッケー史上最もタフなディフェンスマンと見られており、人々にティム・ホートンを思い出させた。アレクセイ・カサトノフやヴャチェスラフ・フェティソフのような攻撃力は持たなかったがより優れた防御力を誇った。相手選手は彼と対峙するのを嫌がられた。彼はそのプレイスタイルからNHL選手と対戦するのを楽しんでおり、1972年のサミットシリーズ、1979年チャレンジカップ、1981年カナダカップなどでウェイン・グレツキー、ギイ・ラフレール、マーセル・ディオンらと対戦している。

## 詳細情報

### 記録
- ソビエト連邦リーグ 619試合（リーグ記録）出場、71ゴール
- ソビエト連邦代表 285試合出場、43ゴール